# Robert Dunkarton
Robert Dunkarton (1744-1811) est un graveur à la manière noire britannique.

## Biographie
Robert Dunkarton est né à Londres en 1744.
Élève de William Pether, il peint quelques portraits dont certains ont été exposés à la Royal Academy et aux Spring Gardens jusqu'en 1779.
Ses plus grands succès ont été obtenus avec ses gravures à la manière noire. Ses estampes sont datées de 1770 à 1811 — date à laquelle on estime la fin de son activité, ne disposant pas d'information postérieure.

## Œuvre
Il grave dans un style clair, aux finitions très travaillées, des portraits et des sujets historiques.

### Portraits
- Portrait de George Lyttelton, d'après Benjamin West
- Portrait de Jonas Hanway, d'après Edward Edwards
- Portrait de Thomas Augustine Arne, d'après William Humphrey
- Miss Horneck, d'après Joshua Reynolds
- John Elliot, d'après Nathaniel Dance-Holland
- Miss Bamfylde, d'après W. Peters
- Portrait de James Brindley, d'après Francis Parsons (en)
- Miss Catley, in the character of Euphrosyne, d'après Lawronson

### Sujets d'après des maîtres
- Lot and his Daughters, d'après Arent de Gelder
- Christ and the Disciples at Emmaus, d'après Le Guercin
- Quatre sujets de la Vie de Joseph, d'après Le Guercin
- Des gravures d'après Rembrandt[3]

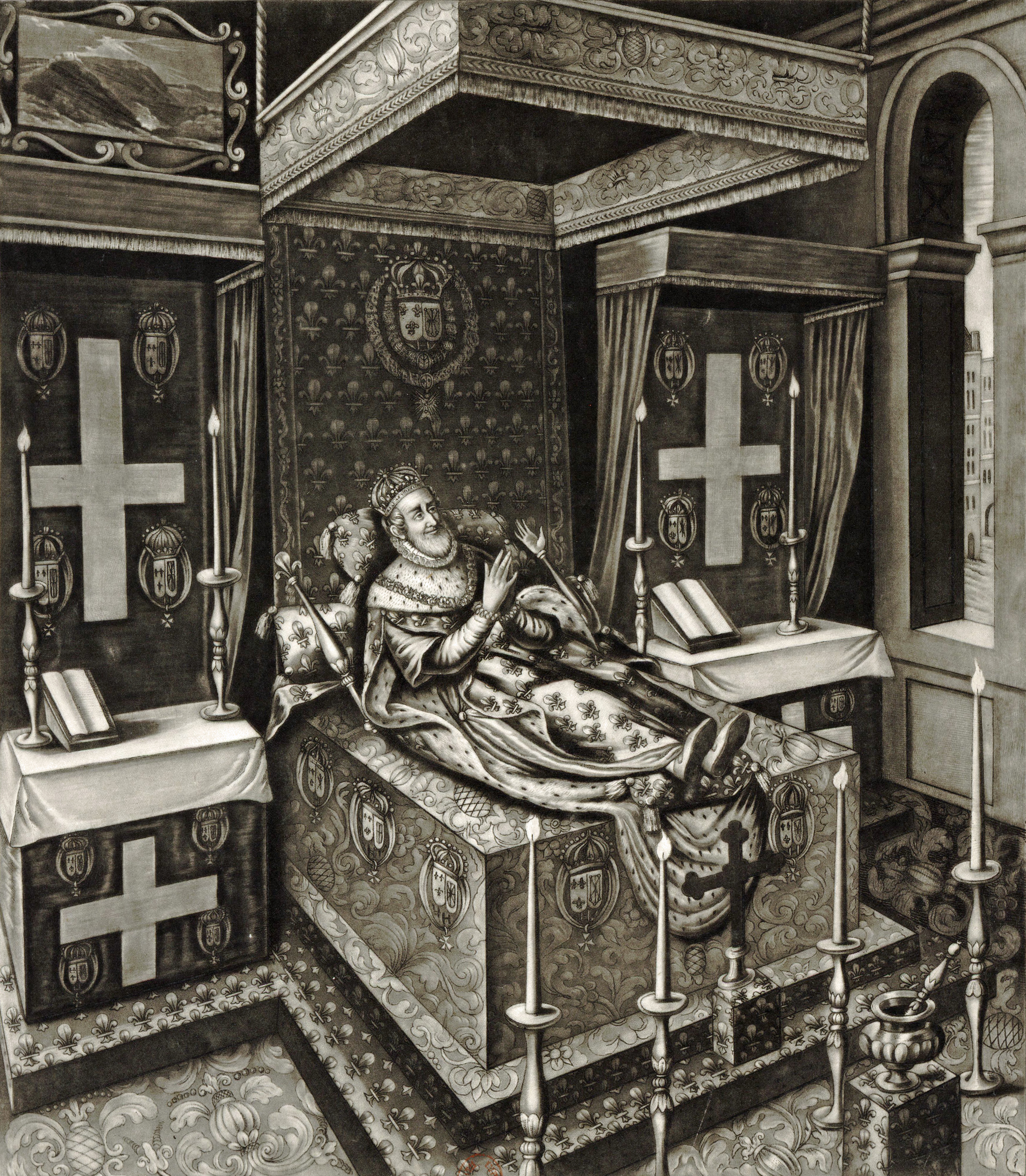
Henry IV de France
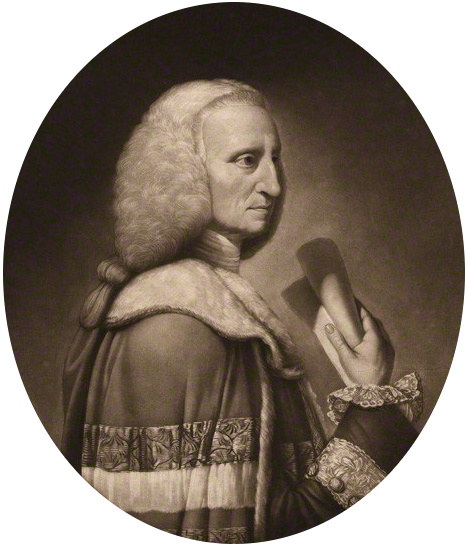
Portrait de George Lyttelton, d'après Benjamin West
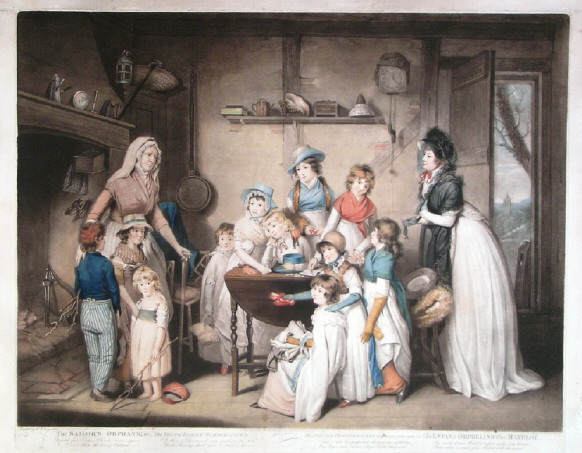
Les Orphelins du marin, manière noire en couleurs, de Dunkarton et William Ward d'après William Redmore Bigg (en)
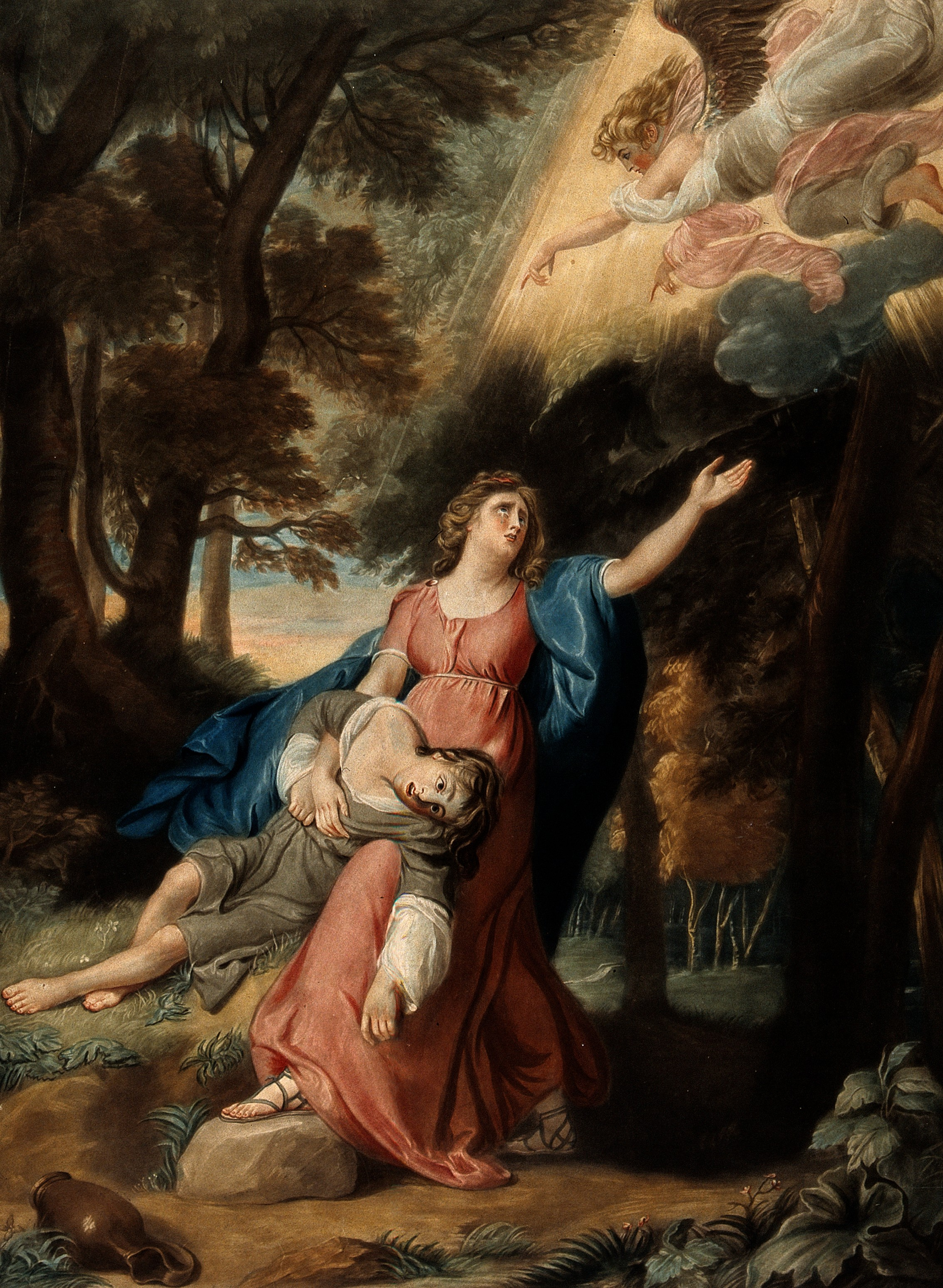
Agar sauvé par un ange, manière noire en couleurs